# Attheyella vulmeroides
Attheyella vulmeroides är en kräftdjursart som beskrevs av Evgenii Vladimirovich Borutzky 1930. Attheyella vulmeroides ingår i släktet Attheyella och familjen Canthocamptidae. Inga underarter finns listade i Catalogue of Life.